# Rezerwat przyrody „Azas”
Rezerwat przyrody „Azas” (ros. Государственный природный заповедник «Азас») – ścisły rezerwat przyrody (zapowiednik) w Republice Tuwy w Rosji. Znajduje się w kożuunie todżyńskim. Jego obszar wynosi 3373 km², a strefa ochronna 900 km². Rezerwat został utworzony dekretem rządu Rosyjskiej Federacyjnej Socjalistycznej Republiki Radzieckiej z dnia 1 listopada 1985 roku. W 2004 roku został zakwalifikowany przez BirdLife International jako ostoja ptaków IBA. Dyrekcja rezerwatu znajduje się w miejscowości Toora-Chiem.

## Opis
Rezerwat położony jest wzdłuż rzeki Azas, w środkowej części Kotliny Todżyńskiej otoczonej pasmami górskimi Sajanu Wschodniego, Sajanu Zachodniego i Górami Akademika Obruczewa. Najwyższy szczyt w rezerwacie ma wysokość 2912 m n.p.m. Płynie tu wiele rzek (największą obok Azasu jest rzeka Sorug). Znajduje się 30 dużych i średnich jezior oraz ponad 100 małych. Większość jest pochodzenia lodowcowego. Jednym z największych jest jezioro Todża, do którego wpada rzeka Azas. Istnieją tu też źródła mineralne. 
Klimat jest kontynentalny. Średnia dzienna temperatura w styczniu wynosi -28,7 °С (najniższa zanotowana temperatura to -54 °С.), średnia temperatura w lipcu +14,6 °С.

## Flora
73,8 procent powierzchni rezerwatu zajmują lasy (na wysokości 950–1900 m n.p.m.). 15,5 procent zajmują wyżej położone, na wysokości 1900–2600 m n.p.m., łąki subalpejskie i tundra górska. Reszta powierzchni to bagna, stepy i zbiorniki wodne.
Głównymi gatunkami lasotwórczymi rezerwatu są sosna syberyjska, modrzew syberyjski i sosna zwyczajna. Rośnie tu wiele rzadkich roślin takich jak m.in.: poryblin z gatunku Isoetes setacea, tojad z gatunku Aconitum pascoi, Rheum compactum, szachownica z gatunku Fritillaria dagana, obuwik pospolity, obuwik wielkopłatkowy, storzan bezlistny.

## Fauna
W rezerwacie występuje 48 gatunków ssaków, 254 gatunki ptaków, 2 gatunki płazów, 4 gatunki gadów i 15 gatunków ryb. Głównym chronionym zwierzęciem jest bóbr europejski (dla jego ochrony utworzono rezerwat). Wśród zwierząt drapieżnych żyją tu m.in. wilk szary, niedźwiedź brunatny, soból tajgowy, rosomak tundrowy, gronostaj europejski, łasica syberyjska, borsuk azjatycki i ryś euroazjatycki. Z parzystokopytnych są to m.in.: jeleń szlachetny, sarna syberyjska, piżmowiec syberyjski, łoś euroazjatycki. 
Ptaki występujące w rezerwacie to m.in.: bielik, orzeł przedni, bocian czarny, jarząbek zwyczajny, głuszec zwyczajny, cietrzew zwyczajny, brodziec piskliwy, samotnik, łęczak, krakwa, puchacz śnieżny.